# Ella Church Strobell
Ella Church Strobell (* 26. Juni 1862; † 1920) war eine US-amerikanische Zytologin und Zoologin.

## Leben
Strobell war eine Nachfahrin von Daniel Strobel Jr. und Anna Church Strobel und wurde von Tutoren unterrichtet.
1886 begann ihre Partnerschaft mit der Zoologin Katharine Foot, 1897 wurde sie ihre die Assistentin und ab 1899 veröffentlichten sie ihre Forschungsergebnisse gemeinsam. Man nimmt an, das das Paar seine Forschung selbst finanzierte, da sie nie offiziell beschäftigt waren.  Strobell und Foot sind bekannt für ihre Untersuchungen des Eies von Allolobophora foetida. Sie entwickelten innovativen Forschungstechniken, um dünne Materialproben bei niedrigen Temperaturen herzustellen, damit sie unter einem Mikroskop betrachtet werden konnten. Sie gehörten zu den ersten Forschern, die ihre Proben fotografierten, anstatt zu zeichnen, was sie unter dem Mikroskop sahen. In ihrem Labor in New York City führten sie bemerkenswerte Untersuchungen zur Rolle von Chromosomen bei erblichen, geschlechtsgebundenen Merkmalen bei Regenwürmern durch. Sie widersprachen der Theorie der Genetikerin Nettie Stevens und des Zoologen Edmund B. Wilson, dass Chromosomen als einzelne Strukturen existieren, weil sie in Form und Größe zu variabel erschienen. Obwohl sie sich geirrt hatten, trugen ihre Fotos von Chromosomen dazu bei, die Forschung voranzubringen.
1914 arbeiteten sie in England mit dem Entomologen Harry Eltringham vom New College (Oxford) zusammen und setzen ihre Forschung an der Kreuzung von Hemiptera fort.
1917 vermachte Strobell dem Metropolitan Museum of Art mehrere berühmte Gemälde von John Vanderlyn und Miniaturporträts von ihrer Großtante Louisa Catherine Strobel. Nach ihrem Tod konnte Food ihre Forschung mit Hilfe ihres Erbes fortsetzen.
Strobell war Mitglied der Society of Zoologists. Der Großteil ihrer Forschungsergebnisse wurden im Marine Biological Laboratory in Woods Hole (Massachusetts) veröffentlicht.

## Vermächtnis an das  Metropolitan Museum of Art

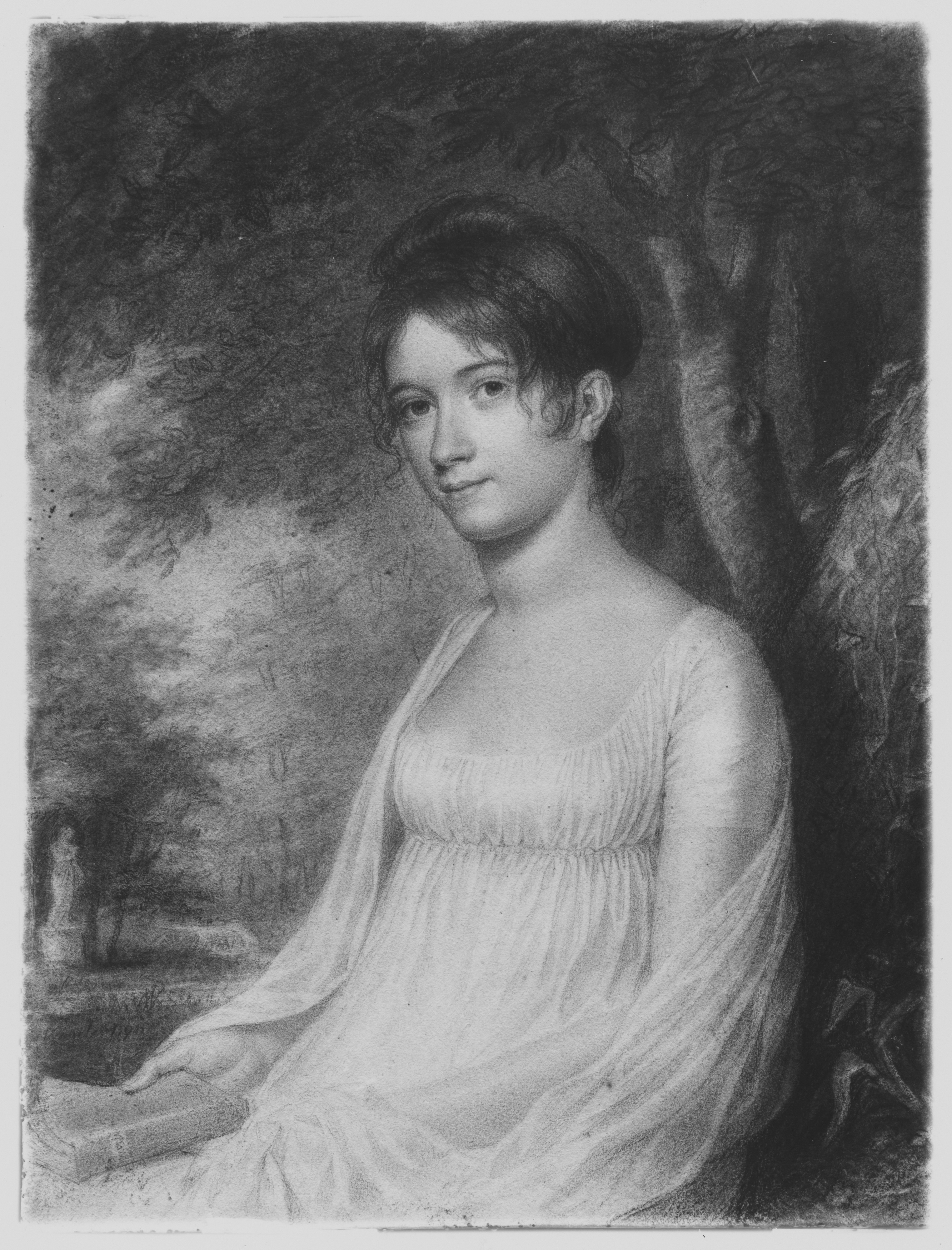
Sarah Russell Church (Tochter von Edward Church), Gemälde von John Vanderlyn
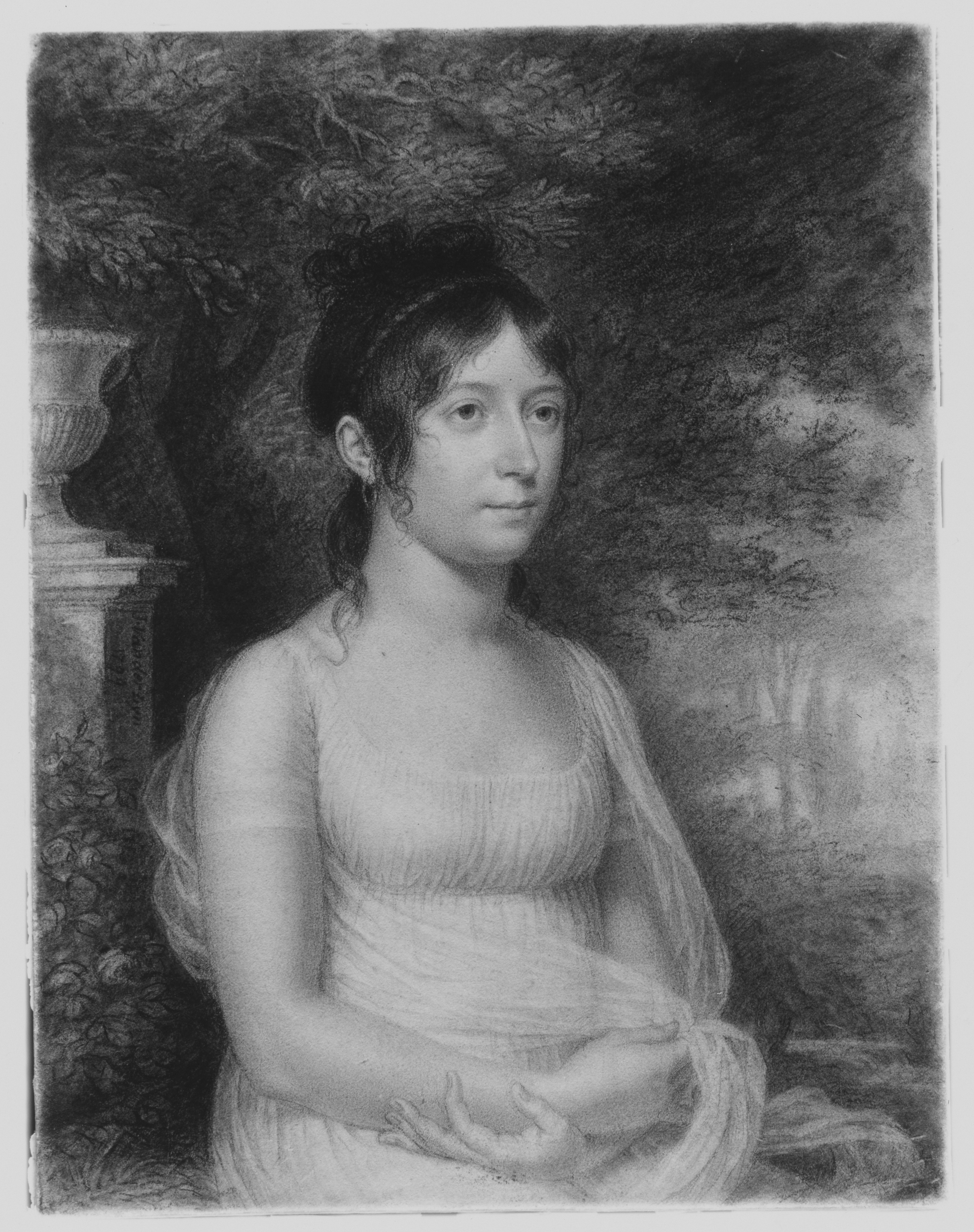
Elizabeth Maria Church, Gemälde von John Vanderlyn
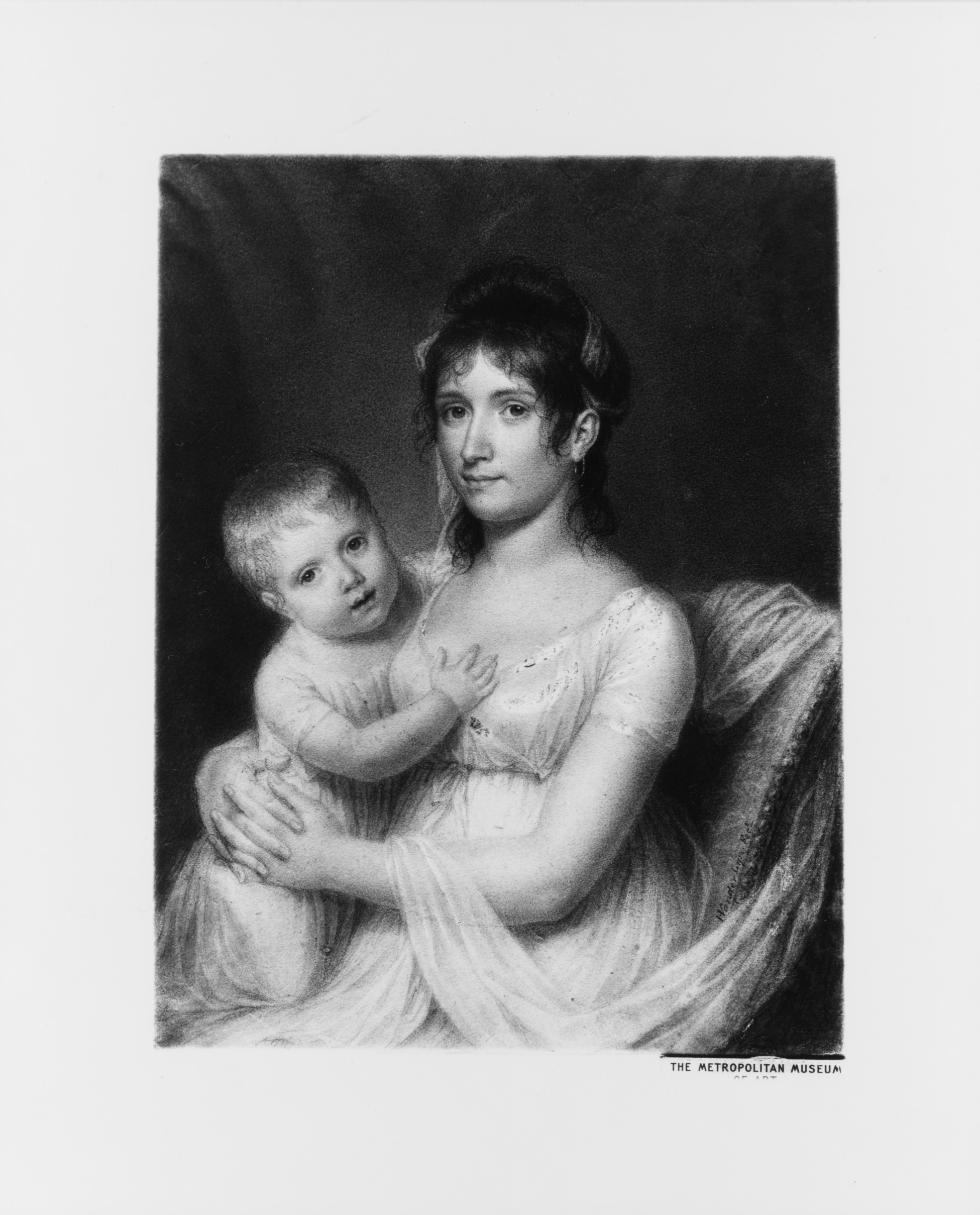
Mrs. Daniel Strobel, Jr. (Anna Church Strobel) und ihr Sohn George, Gemälde von John Vanderlyn
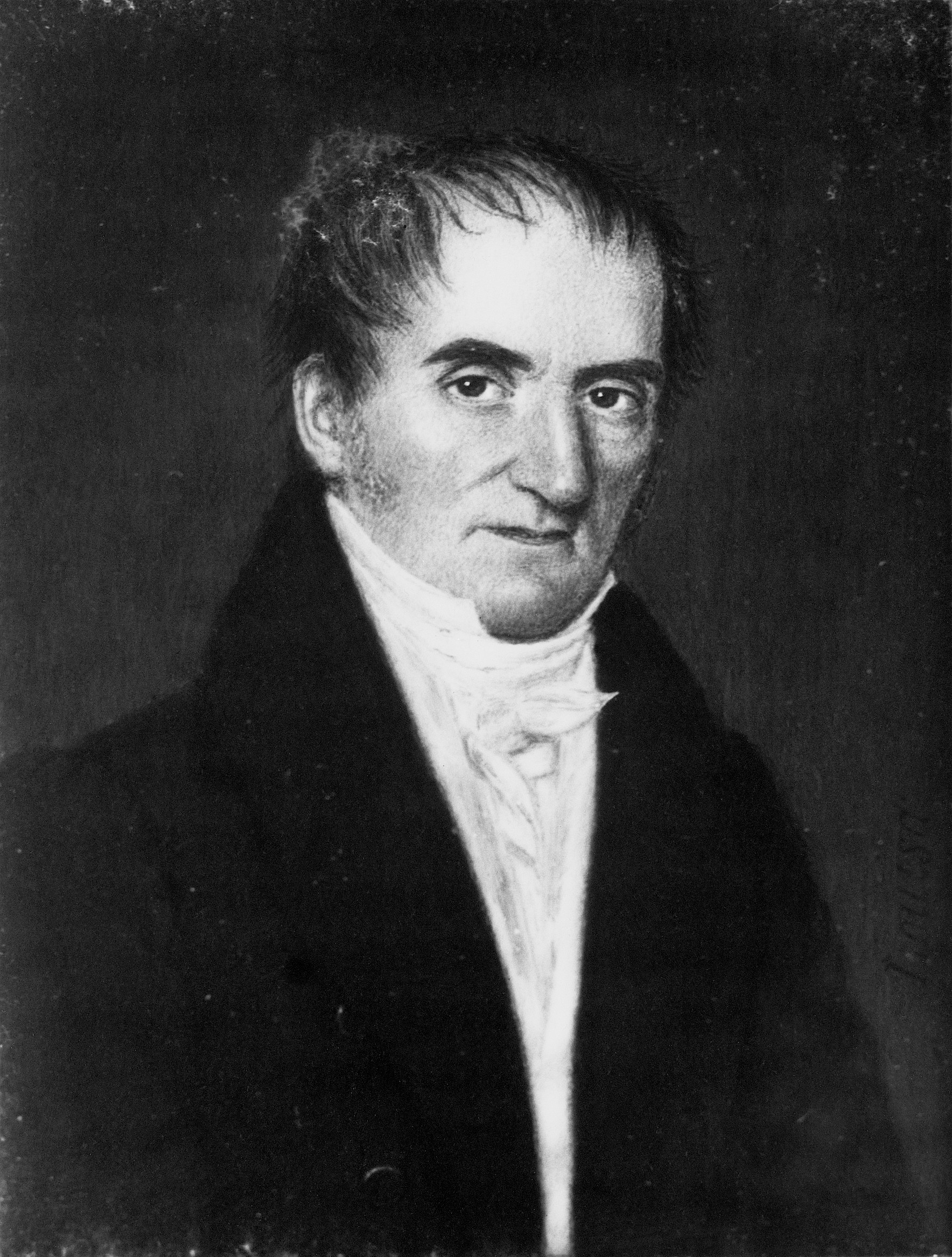
Daniel Strobel, Jr., Gemälde von John Vanderlyn
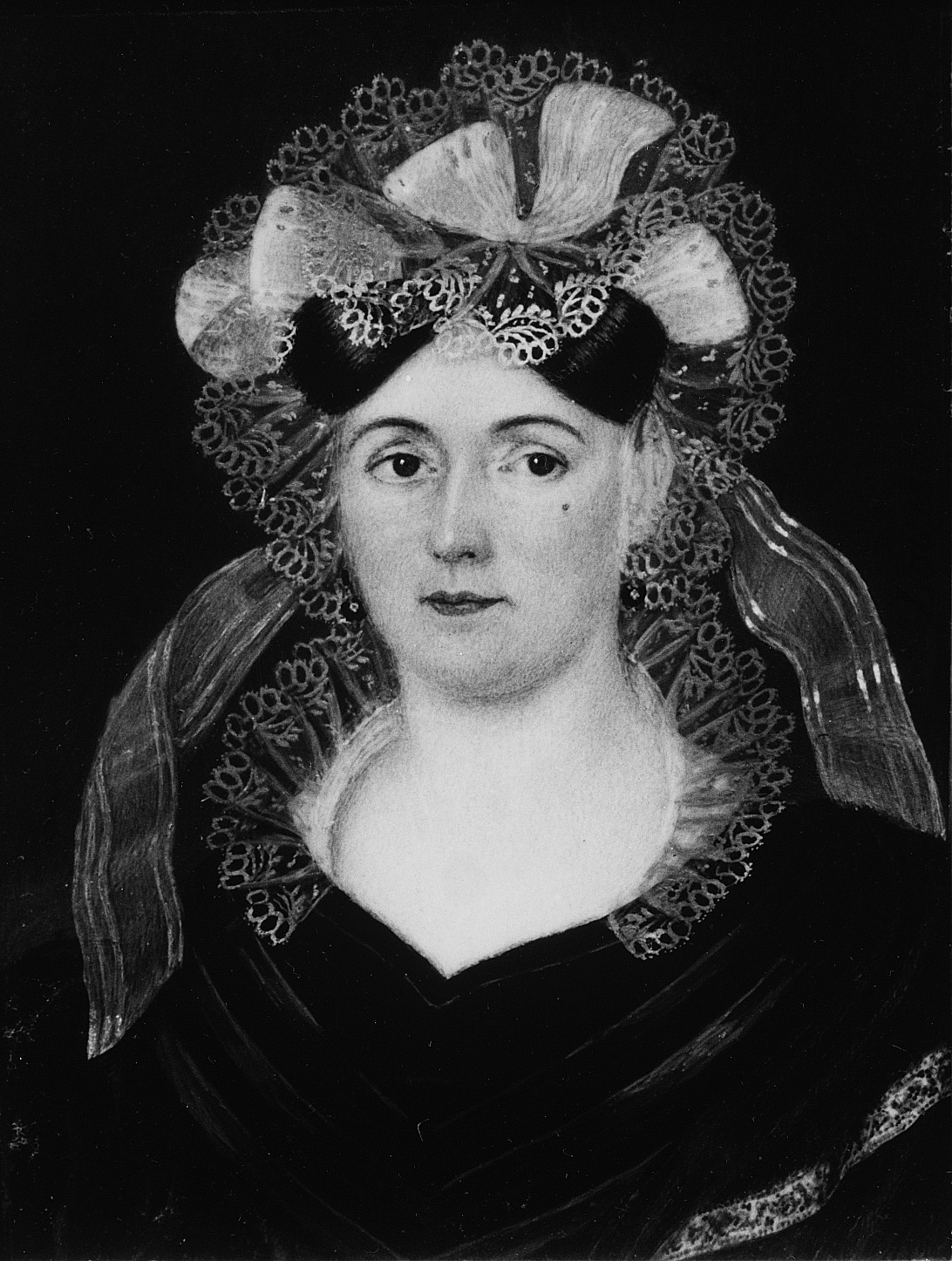
Selbstporträt von Louisa Catherine Strobel

## Veröffentlichungen mit Katharine Foot (Auswahl)
- Further Notes on the Egg of Allolobophora foetida, Zoological Bulletin Vol. 2, No. 3, 1898.
- The Nucleoli in the Spermatocytes and Germinal Vesicles of Euschistus variolarius, Biological Bulletin, Vol. 16, No. 5, 1909.
- Results of Crossing Euschistus Variolarius and Euschistus Ictericus with Reference to the Inheritance of Two Exclusively Male Characters, Biological Bulletin, Vol. 32, No. 5, 1917.